# Helperus Ritzema van Lier
Helperus Ritzema van Lier (ur. 1764, zm. 1793) – holenderski duchowny i teolog protestancki związany z Afryką Południową. Brat Cathariny Allegondy.
Był doktorem filozofii. Do Kapsztadu przybył w 1786. Pracował jako pastor i nauczyciel. Doprowadził do utworzenia nowych parafii w Graaff-Reinet i Swellendam. Prowadził działania mające na celu chrystianizację Hotentotów i Koloredów. Zainicjował również powstanie szkoły łacińskiej (1793), której zadaniem było kształcenie kandydatów na studia w Holandii.
Autor napisanych po niderlandzku Prostych Kazań do stołecznej parafii Przylądka Dobrej Nadziei (dwa tomy, 1796 i 1806) oraz Rozpraw (1792, 1793). Wydano również jego korespondencję z angielskim duchownym Johnem Newtonem (Siła Łaski, zilustrowana sześcioma przykładami, 1793).